# Keddington
Keddington – wieś i civil parish w Anglii, w Lincolnshire, w dystrykcie East Lindsey. W 2011 civil parish liczyła 158 mieszkańców. Keddington jest wspomniana w Domesday Book (1086) jako Cadinton(e)/Caditon.